# Bélik Pál
Dezséri Bélik Pál (19. század) katolikus pap.

## Élete
Papi pályát választván, 1811-ben végezte a négy évi teológiát Győrött és káplán lett Kisbéren; innen 1814-ben Banára ment plébánosnak, 1831 körül pedig Tamásira, Sopron megyébe.

## Munkái
- Panegyricus dum regimen almae dioecessis Jaurinensis ritu solemni capesseret cels. princeps. Comaromii, 1819.
- Munus parentale, quod Ernesti principis in Schwarzenberg episcopi Jaurinensis… piis manibus sacravit. Uo. 1821.